# Masłów
Masłów è un comune rurale polacco del distretto di Kielce, nel voivodato della Santacroce.
Ricopre una superficie di 86,27 km² e nel 2006 contava 9 595 abitanti.